# Siri Çarçani
Siri Çarçani – prokurator generalny Albanii w latach 50. XX wieku.

## Życiorys
W latach 50. XX wieku był prokuratorem generalnym Albanii. Podczas pełnienia tej funkcji, 28 marca 1954 roku sporządził akt oskarżenia przeciwko grupie Zenela Shehu, w której skład wchodzili także Halil Branica, Ahmet Kabashi, Hamit Matjani, Naum Sula i Gani Malushi; prowadzili oni działalność dywersyjną przeciwko władzy Envera Hodży, wcześniej byli szkoleni przez CIA w Niemczech Zachodnich, Grecji i Włoszech.